# Thornton Wilder
Pour les articles homonymes, voir Wilder.
Thornton Niven Wilder, né le 17 avril 1897 à Madison dans le Wisconsin et mort le 7 décembre 1975 à Hamden dans le Connecticut, est un dramaturge et romancier américain. Son chef-d'œuvre au théâtre est Our Town. Il a remporté trois prix Pulitzer et un National Book Award.

## Biographie
Thornton Wilder, né le 17 avril 1897 à Madison dans le Wisconsin, est le second fils d'Isabella et d'Amos Parker Wilder, éditeur du Wisconsin State Journal. Le soutien de son père à la campagne présidentielle de Theodore Roosevelt, vaut à celui-ci un poste diplomatique et conduit la famille à Hong Kong, en 1906. Famille qui, outre Thornton et ses parents, compte quatre autres enfants, l'aîné poète et théologien Amos (1895–1993), la poétesse Charlotte (1898–1980), l'écrivaine Isabel (1900-1995) et la zoologue Janet (1910-1994).
Le jeune Thornton fréquente d'abord l'école Thacher à Ojai, en Californie et commence à écrire des pièces de théâtre, ce qui lui vaut d'être considéré trop intellectuel par ses camarades de classe. La famille Wilder vit pendant un temps en Chine, où sa sœur Janet est née, mais en raison de l'instabilité politique, la mère et les enfants rentrent en Californie en 1912.
Thornton Wilder fréquente brièvement l'école secondaire Creekside à Berkeley, puis termine ses études à la Berkeley High School en 1915.
Après avoir servi trois mois, pendant la Première Guerre mondiale, dans le Corps d'artillerie de la United States Army à Fort Adams, au Rhode Island, où il obtient le grade de caporal, il s'inscrit au Oberlin College, puis à l'université Yale qui lui décerne un baccalauréat ès arts en 1920. Peu après, Wilder séjourne près d'un an à Rome, en Italie, où il étudie l'archéologie et l'italien, puis enseigne le français dans un établissement d'enseignement privé de Lawrenceville, au New Jersey, à partir de 1921.

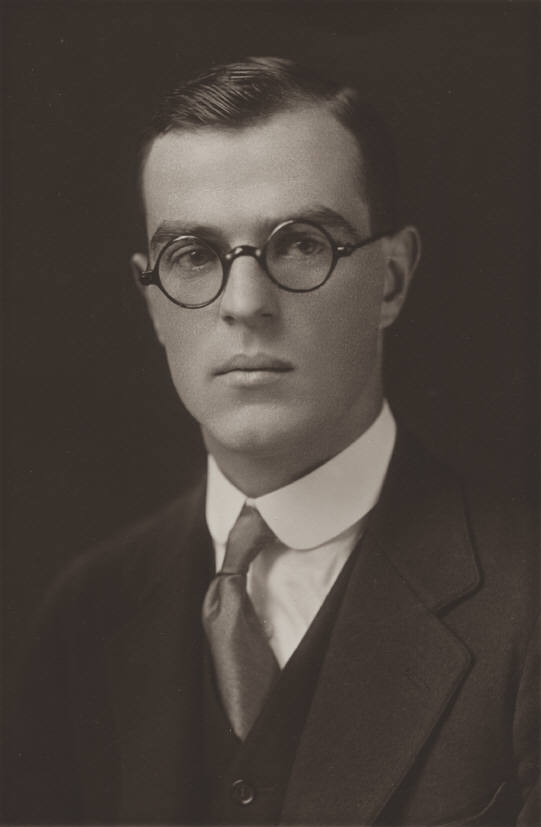
Thornton Wilder à 23 ans, lors de l'obtention de son diplôme de l'université Yale en 1920.

Inscrit à l'université de Princeton, il obtient sa maîtrise en littérature française en 1926. La même année, il fait paraître son premier roman, La Cabale (The Cabala), qui passe presque inaperçu, tout comme sa première pièce The Trumpet Shall Sound, qui rencontre un simple succès d'estime sur Broadway.
À l'inverse de ces déboires, la publication en 1927 du roman Le Pont du roi Saint-Louis (The Bridge of San Luis Rey), couronné par Prix Pulitzer du roman 1928, lui vaut un succès critique et public considérable. Il abandonne son poste d'enseignement au New Jersey et, de 1930 à 1937, est professeur à l'université de Chicago. En 1938, il publie sa pièce Our Town, dont l'argument est inspiré en partie du roman The Making of Américans de son amie Gertrude Stein. Cette œuvre dramatique, la plus célèbre de Wilder, remporte la même année le prix Pulitzer du théâtre, honneur qu'il reçoit de nouveau en 1943 pour la pièce The Skin of Our Teeth (1942).
Pendant la Seconde Guerre mondiale, Wilder est lieutenant-colonel de la United States Army Air Forces, d'abord en Afrique, puis en Italie jusqu'à la fin du conflit. Il est décoré à plusieurs reprises pour son service. Il fait également partie du comité présidentiel du Pen club international de 1941 à 1946.
À la fin de la guerre, il est professeur invité à l'université Harvard et publie, en 1948, Les Ides de Mars (The Ides of March), roman antifasciste, influencé par l'existentialisme de Jean-Paul Sartre, où le récit établit un parallèle entre Benito Mussolini et Jules César.
En 1954, le metteur en scène Tyrone Guthrie encourage Wilder à réécrire The Merchant of Yonkers, une pièce de 1938 qui a connu un échec sur Broadway. La nouvelle mouture, intitulée La Marieuse de Brooklyn (The Matchmaker), dont la première a lieu le 5 décembre 1955, connaît un gros succès sur Broadway avec 486 représentations. La production assure à Ruth Gordon d'être nommée pour le Tony Award de la meilleure actrice dans une pièce et vaut à Tyrone Guthrie le Tony Award du meilleur metteur en scène 1956. En 1964, cette pièce servira de base à l'intrigue de la comédie musicale Hello, Dolly!, lauréate du Tony Award de la meilleure comédie musicale.
En 1957, il reçoit le prix de la paix des libraires allemands et la médaille présidentielle de la Liberté en 1963.
Son roman The Eighth Day (1967) remporte le National Book Award for Fiction en 1968.

## Œuvre

### Romans
- The Cabala (1926) Publié en français sous le titre La Cabale, traduit par Henriette de Sarbois, Paris, Gallimard, coll. « Du monde entier », 1955
- The Bridge of San Luis Rey (1928) (Prix Pulitzer du roman) Publié en français sous le titre Le Pont du roi Saint-Louis, traduit par Maurice Rémon, Paris, Albin Michel, coll. « Maîtres de la littérature étrangère », 1929 ; réédition, Paris, Nicholson and Watson, coll. « Le Livre plastic » no 18, 1948 ; réédition, Paris, LGF, coll. « Le Livre de poche » no 3486, 1973 ; réédition, Paris, LGF, coll. « Le Livre de poche. Biblio » no 3094, 1988 ; réédition, Paris, coll. « Le Livre de poche » no 30181, 2005  (ISBN 2-253-13093-1) Publié en français dans une nouvelle traduction de Julie Vatain sous le titre Le Pont de San Luis Rey, Paris, L'Arche, 2014  (ISBN 978-2-85181-811-9)
- The Woman of Andros (1930), récit basé sur L'Andrienne de Térence Publié en français sous le titre La Femme d'Andros, traduit par Maurice Rémon, Paris, Albin Michel, coll. « Maîtres de la littérature étrangère », 1932
- Heaven's My Destination (1935) Publié en français sous le titre En voiture pour le ciel, traduit par Renée Vavasseur et Marcel Duhamel, Paris, Gallimard, 1949 ; réédition, Paris, Gallimard, coll. « Folio » no 1775, 1986  (ISBN 2-07-037775-X)
- Ides of March (1948) Publié en français sous le titre Les Ides de Mars, traduit par Henriette de Sarbois, Paris, Gallimard, coll. « Du monde entier », 1951 ; réédition, Paris, Gallimard, coll. « Folio » no 1337, 1981  (ISBN 2-07-03733-71)
- The Eighth Day (1967) - National Book Award
- Theophilus North (1973) Publié en français sous le titre Monsieur North, traduit par Éric Chédaille, Paris, Presses de la Renaissance, coll. « Les Romans étrangers », 1988 ; réédition, Paris, LGF, coll. « Le Livre de poche. Biblio » no 3136, 1990  (ISBN 2-253-05289-2)

### Théâtre
- The Trumpet Shall Sound (1926)
- An Angel That Troubled the Waters and Other Plays (1928)
- The Long Christmas Dinner and Other Plays in One Act (1931) :
  - The Long Christmas Dinner Publié en français sous le titre Un long dîner de Noël, Paris, L'Âge nouveau no 74-75-76, juin-juillet-août 1952
  - Queens of France
  - Pullman Car Hiawatha
  - Love and How to Cure It
  - Such Things Only Happen in Books
  - The Happy Journey to Trenton and Camden
- Our Town (1938) (Prix Pulitzer) Publié en français sous le titre Notre petite ville, traduit par Julie Vatain, Paris, L'Arche, coll. « Scène ouverte », 2012  (ISBN 978-2-85181-791-4)
- The Merchant of Yonkers (1938)
- The Skin of Our Teeth (1942) (Prix Pulitzer).
- The Matchmaker (1954) (nouvelle version révisée de la pièce The Merchant of Yonkers) Publié en français sous le titre La Marieuse, traduit par Louis Ducreux, Paris, L'Avant-Scène, 1959 Publié en français sous le titre La Marieuse de Brooklyn, traduit par Julie Vatain-Corfdir, Paris, L'Arche, coll. « Scène ouverte », 2015  (ISBN 978-2-85181-876-8)
- Childhood (1960)
- Infancy (1960)
- Plays for Bleecker Street (1962)
- The Alcestiad: A Life in the Sun (1977)
- The Collected Short Plays of Thornton Wilder, volume I (1997), publication posthume

### Autres publications
- James Joyce, 1882-1941 (1944)
- Joyce and the Modern Novel (1957)
- American Characteristics and Other Essays (1979), publication posthume
- Journals of Thornton Wilder, 1939-1961 (1985), publication posthume
- The Letters of Gertrude Stein and Thornton Wilder (1997), publication posthume
- The Collected Translations and Adaptations of Thornton Wilder (2000), publication posthume
- A Tour of the Darkling Plain: The Finnegans Wake Letters of Thornton Wilder And Adaline Glasheen.1950-1795 (2001), publication posthume établie Joshua A. Gaylord

## Filmographie

### Scénariste
- 1940 : Une petite ville sans histoire (Our Town), film américain réalisé par Sam Wood, adaptation par Wilder de sa propre pièce éponyme, avec William Holden, Martha Scott et Fay Bainter
- 1943 : L'Ombre d'un doute (Shadow of a Doubt), film américain réalisé par Alfred Hitchcock, adaptation de plusieurs scénaristes en collaboration avec Wilder d'une histoire originale de Gordon McDonell, avec Teresa Wright et Joseph Cotten

### Adaptation de ses œuvres par des tiers
- 1929 : Le Pont du roi Saint-Louis (The Bridge of San Luis Rey), film américain réalisé par Charles Brabin, adaptation du roman éponyme
- 1944 : The Bridge of San Luis Rey, film américain réalisé par Rowland V. Lee, adaptation du roman éponyme
- 1956 : Den långa julmiddagen, film suédois réalisé par Hans Dahlin, adaptation de la pièce Un long dîner de Noël (The Long Christmas Dinner)
- 1958 : La Meneuse de jeu (The Matchmaker), film américain réalisé par Joseph Anthony, adaptation de la pièce La Marieuse de Brooklyn (The Matchmaker)
- 1969 : Hello, Dolly!, film américain réalisé par Gene Kelly, adaptation de la comédie musicale Hello, Dolly! elle-même basée sur la pièce La Marieuse de Brooklyn (The Matchmaker)
- 1988 : Mr. North, film américain réalisé par Danny Huston, adaptation du roman Monsieur North (Theophilus North)
- 2004 : Le Pont du roi Saint-Louis (The Bridge of San Luis Rey), film hispano-britannico-français réalisé par Mary McGuckian, adaptation du roman éponyme

## Prix et distinctions notables
- Prix Pulitzer du roman pour Le Pont du roi Saint-Louis (The Bridge of San Luis Rey) en 1928.
- Prix Pulitzer du théâtre en 1938 pour Our Town et 1943 pour The Skin of Our Teeth.
- National Book Award for Fiction en 1968 pour The Eighth Day.